# Самміт-В'ю (Вашингтон)
Самміт-В'ю (англ. Summit View) — переписна місцевість (CDP) в США, в окрузі Пірс штату Вашингтон. Населення — 9758 осіб (2020).

## Географія
Самміт-В'ю розташований за координатами 47°8′11″ пн. ш. 122°21′7″ зх. д. / 47.13639° пн. ш. 122.35194° зх. д. (47.136325, -122.352022).  За даними Бюро перепису населення США в 2010 році переписна місцевість мала площу 8,39 км², з яких 8,38 км² — суходіл та 0,02 км² — водойми.

## Демографія
Згідно з переписом 2010 року, у переписній місцевості мешкало 7236 осіб у 2756 домогосподарствах у складі 1831 родини. Густота населення становила 862 особи/км².  Було 2927 помешкань (349/км²).
Расовий склад населення:
| - 74,6 % — білих - 6,6 % — азіатів - 5,6 % — чорних або афроамериканців - 1,5 % — вихідців з тихоокеанських островів - 1,3 % — корінних американців - 2,9 % — осіб інших рас |

До двох чи більше рас належало 7,4 %. Частка іспаномовних становила 9,0 % від усіх жителів.
За віковим діапазоном населення розподілялося таким чином: 27,2 % — особи молодші 18 років, 66,0 % — особи у віці 18—64 років, 6,8 % — особи у віці 65 років та старші. Медіана віку мешканця становила 30,7 року. На 100 осіб жіночої статі у переписній місцевості припадало 96,7 чоловіків;  на 100 жінок у віці від 18 років та старших — 95,4 чоловіків також старших 18 років.
Середній дохід на одне домашнє господарство  становив 65 634 долари США (медіана — 59 578), а середній дохід на одну сім'ю — 73 035 доларів (медіана — 68 189). Медіана доходів становила 47 174 долари для чоловіків та 45 048 доларів для жінок. За межею бідності перебувало 14,5 % осіб, у тому числі 11,8 % дітей у віці до 18 років та 0,0 % осіб у віці 65 років та старших.
Цивільне працевлаштоване населення становило 3359 осіб. Основні галузі зайнятості: освіта, охорона здоров'я та соціальна допомога — 24,1 %, роздрібна торгівля — 12,1 %, виробництво — 10,5 %.